# リーズ音楽大学

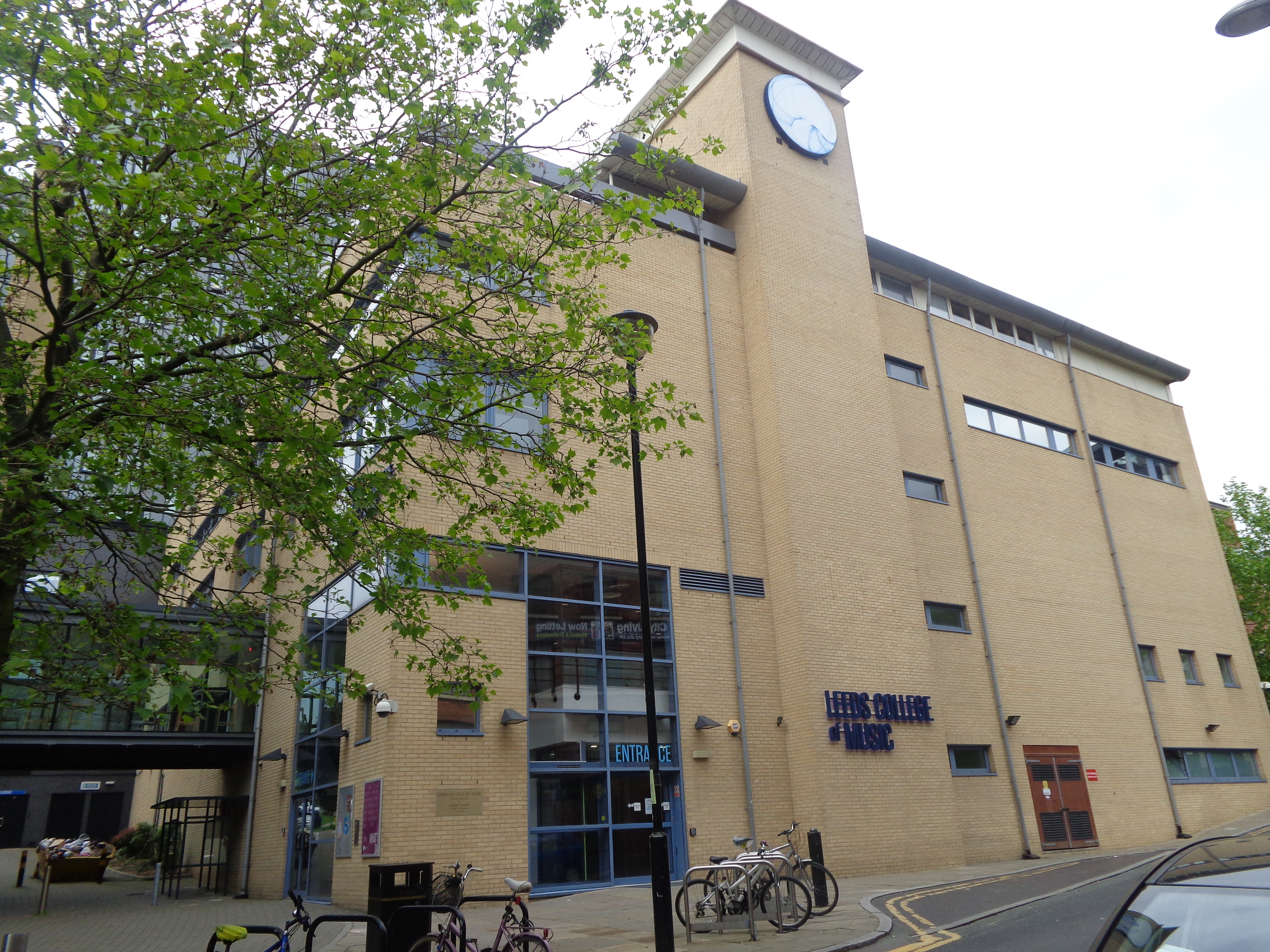
リーズ音楽大学（2014年5月）

リーズ音楽大学(Leeds College of Music)は、イギリスのウェスト・ヨークシャーリーズに位置するイギリス最大の音楽大学である。
約1000人の学位・資格の取得を目指す学生と約2000人の成人向け夜間コースで学ぶ学生が在籍している。リーズ音楽大学は、Further Education（資格取得のためのコース）とHigher Education（学位取得のためのコース）の両方を提供する英国内では唯一の学校で、BTECから学士・修士課程まで多岐にわたるコースを展開している。学生は活気に満ちた創造的なこの学校で、それぞれの領域に精通した講師による授業を受けている。個々の学生の可能性を最大限に伸ばすための、またプロの音楽家としてのキャリアを実現するための最高の教育を行っている。

## 歴史
リーズ音楽大学は幅広い音楽活動・音楽教育を提供するリーズ音楽センターとして、1965年に誕生した。その後音楽センターは、1971年リーズ市立音楽大学となり、1997年現在の校舎に移動するにあたり名称をリーズ音楽大学と変更し、現在に至る。
本学は英国で最初にジャズ専門の学科を始め、英国ジャズ教育センターの設立とともに、ジャズ教育の最先端としてその評価を高めてきた。以来、ジャズ以外の多種多様な音楽の教育を続けてきたが、今でもなおジャズの世界において国際的な名声を誇っている。今年11周年を迎えるリーズ国際ジャズ学会は、その領域では英国で唯一のイベントで、世界中から集う演奏家や研究者にとって魅力的な学会であるのはもちろん、学生や各学校の代表者にとっても最新のサウンドや研究に触れることのできる貴重な機会となっている。
またリーズは音楽活動の盛んな街で、年間を通してたくさんのコンサートやイベントが催されている。またリーズは、本学のピアノ演奏家専攻科の指導者であるファニー・ウォーターマンによって創設されたリーズ国際ピアノ・コンクールの開催地として、世界中にその名が知られている。